# Body Love
Body Love — седьмой студийный альбом немецкого композитора и музыканта Клауса Шульце, вышедший в 1977 году, оригинальный саундтрек одноимённого порнофильма (режиссёр Лассе Браун).

## Об альбоме
Шульце ответил на предложение одного из продюсеров из Дюссельдорфа («почему бы не попробовать»). Музыка альбома слабо связана с эротической составляющей фильма. Альбом продолжает подход Moondawn — электронная импровизация в «космическом» ключе плюс перкуссионная импровизация Харольда Гросскопфа.
Клаус Д. Мюллер (нем. Klaus D. Müller), менеджер Шульце, связывал хорошие продажи альбома с наличием фотографии обнажённых женщин на одном из вариантов обложки и продажей альбома в упаковках, в которых обычно продаются фильмы подобного толка.

## Список композиций

### Оригинальное издание
1. «Stardancer» — 13:38
2. «Blanche» — 11:44
3. «P.T.O.» — 27:12

### Переиздание 2005 года
1. «Stardancer» — 13:38
2. «Blanche» — 11:44
3. «P.T.O.» — 27:12
4. «Lasse Braun» — 22:26 (бонус-трек)